# Mennekes
Mennekes Elektrotechnik GmbH & Co. KG és un fabricant de connectors i endolls industrials amb seu a Kirchhundem/Sauerland i Neudorf/Erzgebirge (Alemanya). L'empresa Mennekes va ser fundada el 1935 per Aloys Mennekes, té més de 800 empleats i genera uns ingressos al voltant de 100 M€.

## Connectors

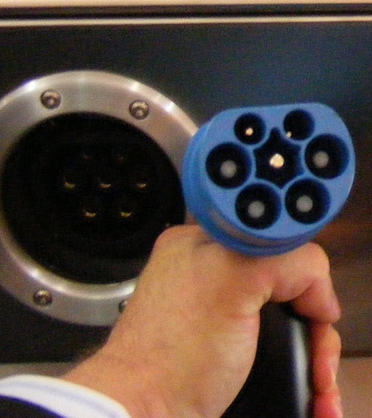
Fig.1 Connector Mennekes o també VDE-AR-E 2623-2-2

Mennekes, coneguda des de fa molt de temps com a fabricant de connectors industrials, va saltar a l'àmbit de coneixement públic degut als seus connectors per al sector de càrrega de vehicles elèctrics. Amb especificacions de les empreses RWE i Daimler, aquest connector està basat en la normativa IEC 60309. Les especificacions actuals van ser publicades per VDE dintre de VDE-AR-E 2623-2-2 i finalment van esdevenir estànrard internacional a la norma  IEC 62196 amb el tipus 2. Malgrat tot, informalment es continua parlant de connector tipus Mennekes.